# キネマカラー

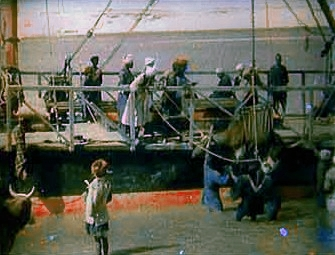
1911年のキネマカラー作品（元のフィルムから再構成したもの）

キネマカラー（Kinemacolor）はイギリスの映画撮影技師ジョージ・アルバート・スミスによって1906年に発明されたカラー映画の技術である。初めて実用化されたカラー映画の技術であり、1909年から1914年まで商業映画に用いられた。
撮影時と上映時に赤と緑の2色の回転するフィルターを用いる。使うフィルムはモノクロフィルムだが、32分の1秒ごとにフィルターで着色された赤一色と緑一色のコマが交互に上映され、それが目の残像により加色されて錯覚でカラーに見えるという原理である。順次フレーム式の加色法と呼ばれる。順次フレーム方式の原理上、赤と緑のコマは同時に撮影されないため、動きの激しい被写体の場合は位置のズレから色がうまく合成されずに色ズレが生じる欠点があった。
キネマカラー方式は、F・マーシャル・リーの出資でエドワード・R・ターナーが開発したカラー映画方式のリー・ターナー法を改良したものである。リー・ターナー法は1899年に特許が成立し、三原色のフィルターを用いていたが、3色だとフィルムの使用量がモノクロの3倍という不経済さがあった。さらに当時のフィルムは感度が低く、カラー1コマに三原色の3コマを用いると露出時間が3分の1となり、その上フィルターを用いて減光していたために、技術上の難易度が高かった。1901年に出資者のリーが撤退した後、1902年にターナーが死去し、リー・ターナー法の特許権は映画会社経営者のチャールス・アーバンが取得した。アーバンはジョージ・アルバート・スミスとともにリー・ターナー法を実用化すべく三原色は断念し、赤と青のフィルターに黄色を混ぜ、赤橙と緑の2色の方式とし、38mmフィルムを使っていたのを標準的な35mmフィルムに変更して完成した。
アーバンは完成したこのカラー映画方式をキネマカラーと命名し、1906年にイギリスで特許を取得。1908年5月に新聞記者向けに初公開した後、1909年から商業利用を開始し、2月にロンドンで初上映がなされた。同年6月にはチャールス・アーバンがナチュラルカラー・キネマトグラフ・カンパニーを設立して、風俗や風景を撮影した記録映画を中心にカラー映画を製作と配給を手掛け、1910年からはイギリス各地で上映された。キネマカラーによるカラー映画は注目を集め、サイレント映画時代の中、オーケストラによる音楽伴奏のついたカラー映画の興行にイギリス王室の面々が劇場を訪問して評判となった。
日本では、1912年に特許権を持つチャールズ・アーバンから福宝堂が東洋での権利を4万円で取得して、1913年10月9日に日本政府から特許が認められた。10月12日からアーバン社製作のキネマカラー作品の上映を東洋商会が開始。次いで11月3日から日本初のキネマカラー作品『日光の風景』が上映された。1912年に福宝堂は4社合併により日本活動写真株式会社（日活）となったが、合併条件にキネマカラーの権利は含まれておらず、1914年になって旧福宝堂と東洋商会の面々によってキネマカラー中心の映画会社である天然色活動写真が設立された。4月3日に劇映画としては日本初のカラー作品『義経千本桜』（吉野二郎監督）をキネマカラーで制作した。
キネマカラー方式は、カラーの1コマは赤と緑の2コマからなり、1秒は32コマで上映時間は半分。2色からなる色の不鮮明さ、倍速上映によるフィルムの損耗、色ズレ、眼の疲労などの欠点があった。
撮影においては、当時のフィルムは感度が低い上に、順次フレーム式のための倍速撮影のため露出時間が2分の1と短く、さらに色分解で濃いフィルターを用いるため、通常の白黒フィルムの撮影のときと比較して実効感度は10分の1以下となる。通常の劇映画のように屋内の撮影では光量不足で明るい野外で撮影が求められ、チャールス・アーバンがナチュラルカラー・キネマトグラフ・カンパニーも記録映画が中心だった。同社ではこれを解決するため、常に太陽光を採光できる回転式のスタジオを設置して劇映画を製作した。
上映時には、フィルターが必要なため一般の映写機では対応できずに、上映するには特製映写機が必要なこと、濃いフィルターを通して映写するために映像が暗くなるという欠陥があった。結局は1909年から1914年までの5年ほどで、第一次世界大戦を契機に消えていった。
日本で特に問題だったのは、フィルムの消費量であった。1914年に勃発した第一次世界大戦の影響で生フィルムが暴騰し、天然色活動写真社はモノクロ映画の2倍のフィルムを消費するキネマカラー方式の製作中止を余儀なくされた。
撮影時の光量の問題と上映の暗さは、高感度のフィルムと明るいレンズと光源が開発されれば将来的には解決可能な問題だったが、前述の色ズレや眼の疲労や特殊な映写機が必要となる問題は順次フレーム式上の原理的な欠陥であって解決不可能であり、その後、さまざまな方式が試行錯誤され、発色がより鮮明でこれらの欠陥を克服して画質が向上した三原色方式のテクニカラーが1932年に登場し、カラー映画が本格的な産業となる時代を迎えることになる。